# Tramo (arquitectura)

En el plano de la planta de una basílica se distinguen los diferentes tramos.

En arquitectura, se conoce como tramo, palabra proveniente del Latín trameare (atravesar):
- A las partes en que se divide una nave en función de la cubierta y los apoyos.[1]

- Al espacio escalonado que hay en una escalera entre rellanos.[1]